# Манастир Кичава
Манастир Кичава је манастир Епархије будимљанско-никшићке Српске православне цркве.

## Прошлост
Смјештен у сјевероисточном дијелу бјелопољског краја. Манастир се помиње 1253. године у повељи краља Уроша којом је он даровао цркву и баштину у Кичави Богородичиној цркви у Бистрици (Манастир Вољавац). Посљедњи пут у писаним изворима Кладник се помиње 1318—21, када га је краљ Милутин дао у метох манастиру Светих Апостола на Лиму
У близини садашњег манастира, поред Кичавске ријеке налазе се остаци манастира Кладник са црквом Светог Николе.
Манастир је разорен почетком 19. вијека.
Поред манастирске цркве налази се извор са пијаћом водом.